# Barbara Dittus
Barbara Dittus (Guben, 11 luglio 1939 – Berlino, 25 giugno 2001) è stata un'attrice e doppiatrice tedesca.
Era annoverata tra le attrici più note dell'ex-DDR.
Come attrice, fu attiva in campo teatrale, televisivo e cinematografico.  Complessivamente, partecipò - a partire dalla fine degli anni cinquanta - a circa un centinaio di produzioni, tra cinema e - soprattutto - televisione;  a teatro, fece parte della compagnia del Berliner Ensemble dal 1968/1969 al 1993.
Come doppiatrice, prestò la propria voce ad attrici quali Caroline Blakiston, Danièle Denie, Constance Ford, Kathleen Freeman, Gina Lollobrigida, Anna Massey, ecc.
Era la madre dell'attrice Susanne Lüning.

## Biografia

### Morte
Malata da tempo di cancro, Barbara Dittus muore a Berlino lunedì 25 giugno 2001 all'età di 61 anni.

## Filmografia parziale

### Cinema
- Verwirrung der Liebe (1959) - ruolo: studentessa
- Ein Sommertag macht keine Liebe (1961) - Elke
- Die schwarze Galeere (1962)
- Ein Lord am Alexanderplatz (1967)
- Mohr und die Raben von London (1968)
- Die Toten bleiben jung (1968) - Marie
- Dornröschen (1971)
- Der Dritte (1972) - Lucie
- Johannes Kepler (1974)
- Tambari (1978)
- Anton der Zauberer (1978) - Sabine
- Sieben Sommersprossen (1978) - madre di Karoline
- P.S. (1979) - madre di Sabine
- Einfach Blumen aufs Dach (1979) - Maxi Blaschke
- Bürgschaft für ein Jahr (1981)
- Berühmte Ärzte der Charité: Arzt in Uniform (1982)
- Automärchen (1983) - Ernie
- Meine Frau Inge und meine Frau Schmidt (1985) - giudice
- Atkins (1985) - Rose
- Besuch bei Van Gogh (1985)
- Wie die Alten sungen... (1986) - madre di Klucke
- Stielke, Heinz, fünfzehn... (1987)
- Die Alleinseglerin (1987) - Sig.ra Busse
- La promessa (Das Versprechen), regia di Margarethe von Trotta (1994)
- Spuk aus der Gruft (1998)

### Televisione
- Der Ermordete greift ein - film TV (1961) - Mathilde
- Geboren unter schwarzen Himmeln - serie TV (1962)
- Die Fontäne - film TV (1963)
- Die rote Kamille - film TV (1963)
- Tag für Tag - film TV (1964) - Pearl Bryant
- Das gewöhnliche Wunder - film TV (1964) - principessa
- Prozess Richard Waverly - film TV (1964) - Cathie
- Die große Wut des Philipp Hotz - film TV (1964) - Dorli
- Die Heiratsurkunde - film TV (1964) - Vicky
- Blaulicht - serie TV, 1 episodio (1966) - Sig.ra Bauschke
- Blaulicht - serie TV, 1 episodio (1967) - Trude
- Die Leute von Karvenbruch - serie TV (1968)
- Blaulicht - serie TV, 1 episodio (1968) - Anna Borowski
- Jede Stunde meines Lebens - film TV (1969)
- Jelena - film TV (1969) - Elena Nikolaevna
- Polizeiruf 110 - serie TV, 1 episodio (1977)
- Ein Engel reist ins Paradies - film TV movie (1972) - Dott.ssa Sabine Kleiner
- Der erste Tag der Freiheit - film TV movie (1975) - Inge
- Der Staatsanwalt hat das Wort - serie TV, 1 episodio (1978) - Eva Lademann
- Das Leben des Galileo Galilei - film TV (1978)
- Plantagenstraße 19 - film TV (1979) - Marianne Madäus
- Der Staatsanwalt hat das Wort - serie TV, 1 episodio (1980) - Sonja Gürtler
- Hochhausgeschichten - serie TV, 3 episodi (1981) - Dott.ssa Bettine Gabriel
- Der Staatsanwalt hat das Wort - serie TV, 1 episodio (1982) - Bea Kampe
- Jegor Bulytschow und die Anderen - film TV (1982)
- Polizeiruf 110 - serie TV, 1 episodio (1982) - Elfie Brahe
- Der kaukasische Kreidekreis - film TV (1983)
- Der Staatsanwalt hat das Wort - serie TV, 1 episodio (1986) - Sybille Hauffe
- Das Buschgespenst - film TV (1986) - Sig.ra Sedelmann
- Der Staatsanwalt hat das Wort - serie TV, 1 episodio (1986) - Helga Schauer
- Polizeiruf 110 - serie TV, 1 episodio (1986)
- Treffpunkt Flughafen - serie TV, 3 episodi (1986) - Marion Steinitz
- Mensch Hermann, serie TV, 1 episodio (1987)
- Einzug ins Paradies - miniserie TV (1987) - Sig.ra Hellgrewe
- Tiere machen Leute - serie TV (1988)
- Die Weihnachtsgans Auguste - film TV (1988) - Hanna Löwenhaupt
- Polizeiruf 110 - serie TV, 1 episodio (1988)
- Der Rest, der bleibt - film TV (1991) - Christine
- Molls Reisen - film TV (1994)
- Un caso per due (Ein Fall für zwei) - serie TV, 1 episodio (1994)
- Unter uns - soap opera, 3 episodi (1994) - Sig.ra Eckhard
- Stubbe - Von Fall zu Fall - serie TV, 1 episodio (1995)
- Polizeiruf 110 - serie TV, 1 episodio (1995) - Edda Melchior
- Wolff - Un poliziotto a Berlino - serie TV, 1 episodio (1995) - Gisela Schmidt
- Buongiorno professore! - serie TV, 11 episodi (1996) - Sig.ra Zierlich/insegnante
- Markus Merthin, medico delle donne - serie TV, 1 episodio (1997)
- Tatort - serie TV, 1 episodio (1997)
- Stubbe - Von Fall zu Fall - serie TV, 1 episodio (1998) - Sig.ra Möller
- Rosa Roth - serie TV, 1 episodio (1998)
- Polizeiruf 110 - serie TV, 1 episodio (1998) - Sig.ra Beyer
- Liebling Kreuzberg - serie TV, 2 episodi (1998)
- Am liebsten Marlene - serie TV (1998)
- Wolff - Un poliziotto a Berlino - serie TV, 1 episodio (1998) - Sig.ra Vogel
- Das Schloß meines Vaters - film TV (1999)
- In aller Freundschaft - serie TV, 1 episodio (1999)
- Il medico di campagna (Der Landarzt)- serie TV, 6 episodi (1999-2001) - Helga Kranz
- Auf eigene Gefahr - serie TV, 1 episodio (2000)